# Catbirds de La Crosse
Les Catbirds de La Crosse (en anglais : La Crosse Catbirds) étaient une franchise américaine de basket-ball de la Continental Basketball Association. L'équipe est basée à La Crosse dans le Wisconsin.

## Palmarès
- Vainqueur de la CBA : 1990, 1992

## Entraîneurs successifs
- ? - ? :  Flip Saunders

## Joueurs célèbres ou marquants
- Kenny Battle